# Szpakowate
Szpakowate (Sturnidae) – rodzina ptaków z rzędu wróblowych (Passeriformes), obejmująca około 120 gatunków.

## Występowanie
Rodzina obejmuje gatunki występujące w Eurazji, Afryce, Oceanii i północno-wschodniej Australii. Introdukowane w wielu rejonach świata.

## Systematyka
Taksonem siostrzanym dla szpakowatych są przedrzeźniacze (Mimidae). Do rodziny należą następujące podrodziny:
- Sturninae – szpaki
- Rhabdornithinae – filipińczyki
- Mainatinae – gwarki